# Gerlostal
Das Gerlostal ist ein rund 20 km langes Seitental des Zillertals in Tirol.

## Lage und Landschaft
Das Gerlostal zweigt bei Zell am Ziller vom Zillertal ab und verläuft in West-Ost-Richtung. Es trennt die Kitzbüheler Alpen im Norden von den Zillertaler Alpen im Süden. Das Tal wird vom Gerlosbach durchflossen, der bei Zell am Ziller in den Ziller mündet. Über den Gerlospass (1531 m ü. A.) besteht eine Straßenverbindung in den Pinzgau (Salzachtal).
Die Einmündung ins Zillertal ist eine enge Schlucht. An den steilen Hängen im äußeren Talbereich finden sich vorwiegend Rotten und Einzelhöfe, die die Gemeinden Gerlosberg und Hainzenberg bilden. Etwa in der Mitte des Tales, wo der Talboden breiter und ebener wird, befindet sich der Hauptort Gerlos auf 1245 m ü. A. Das obere Tal im Bereich des Gerlospasses nimmt der Speicher Durlaßboden ein. Seitentäler zweigen fast nur nach Süden ab, darunter das Schwarzachtal, das Wimmertal, das von der Schönach durchflossene Schönachtal und das Wildgerlostal, in dem der Oberlauf des Gerlosbaches verläuft.

## Wirtschaft
In der Vergangenheit spielten Alm- und Holzwirtschaft eine wichtige Rolle, vom 17. bis zum 19. Jahrhundert wurde in Gerlos, Gerlosberg und Hainzenberg Gold abgebaut. Die Seitentäler werden auch heute noch mit Almen bewirtschaftet. Heute sind allerdings der Tourismus (mit zahlreichen Liftanlagen für den Wintersport) und die Energiewirtschaft (Speicher Durlaßboden und Gmünd der Kraftwerksgruppe Gerlos) die wichtigsten Erwerbszweige.